# 卢齐诺波利斯
卢齐诺波利斯是巴西托坎廷斯州的一个市镇。总面积279.562平方公里，总人口2784人，人口密度10人/平方公里。